# Tan Eng Bock
Tan Eng Bock (ur. 29 kwietnia 1936, zm. 30 listopada 2020 w dzielnicy Novena w Singapurze) – singapurski piłkarz wodny, olimpijczyk.

## Życiorys
W 1956 roku wystąpił w piłce wodnej na igrzyskach w Melbourne. Zagrał we wszystkich pięciu spotkaniach, które reprezentacja Singapuru rozegrała na tym turnieju. Drużyna ta przegrała wszystkie pojedynki i zajęła ostatnie 10. miejsce. Wraz z nim w kadrze reprezentacji Singapuru występował jego brat Tan Eng Liang (był również w składzie Singapuru na igrzyskach w Melbourne, lecz nie zagrał żadnego spotkania). 
Trzykrotny medalista igrzysk azjatyckich (złoto w 1954 roku, a także srebro w latach 1958 i 1966). Będąc kapitanem drużyny zdobył trzy złote medale podczas igrzysk Azji Południowo-Wschodniej (1965, 1967, 1969). 
Przez około 20 lat trener reprezentacji narodowej w piłce wodnej mężczyzn (zastąpiony w 1995 roku przez Erica Yeo). Był szefem lub zastępcą szefa misji olimpijskiej reprezentacji Singapuru podczas igrzysk olimpijskich w latach 1988, 1992 i 2000.  Z zawodu był policjantem, przed odejściem ze służby (1991) był zastępcą komisarza policji. Za swą długoletnią służbę odznaczony państwowymi odznaczeniami (m.in. Bintang Bakti Masyarakat i Pingat Pentadbiran Awam).
Zmarł w 2020 roku na udar mózgu. Z żoną Jenny miał trzech synów: Matthew, Marka i Mitchella.